# Міжнародна американська школа Варшави
Товариство з обмеженою відповідальністю Міжнародна американська школа (пол. International American School Spółka z ograniczoną odpowiedzialnością), коротка офіційна назва: Міжнародна американська школа Варшави (англ. International American School (I.A.S.) of Warsaw) — приватна міжнародна школа-дитячий садок, яка розташована на вул. Стефана Демби у Варшаві.

## Коротка історія
Школу було засновано у 1989 за ініціативи і сприяння кіноактора Ісхака Хуссайні та його доньки Ґрети. Школа від моменту заснування пропонує американську освіту для дітей як польської, так і міжнародної громад.
Першого вересня 2005 школа була повністю акредитована неприбутковою неурядовою організацією «AdvancED», яка акредитує початкові та середні школи, що пропонують освіту американського зразка по всій території США та за кордоном.
29 травня 2006 року школа та її освітня програма повної середньої освіти «Diploma Programme» були акредитовані власником та розробником цієї програми — некомерційним освітнім фондом «International Baccalaureate®».

## Опис
Школа розташовується у двох корпусах:
- вул. Стефана Демби, 12 — дитячий садочок і молодші класи;
- вул. Стефана Демби, 18 — початкові, середні та старші класи, адміністрація школи.

Основна частина навчального і виховного процесу проходить у класах, кабінетах та приміщеннях відповідних корпусів. Для занять з фізичної культури і спорту, тренувань та змагань застосовують спортивні споруди Варшавського університету сільського господарства. Заняття з фізичної культури та ігрові заняття у молодшій групі дитячого садочка проходять у власних приміщеннях та майданчиках на вул. Стефана Демби, 12.
| Вид школи: | Дитячий садок (англ. Kindergarten) | Дитячий садок (англ. Kindergarten) | Ранні роки (англ. Early Years) | Ранні роки (англ. Early Years) | Ранні роки (англ. Early Years) | Початкова школа (англ. Elementary School) | Початкова школа (англ. Elementary School) | Початкова школа (англ. Elementary School) | Середня школа (англ. Middle School) | Середня школа (англ. Middle School) | Середня школа (англ. Middle School) | Вища школа (англ. High School) | Вища школа (англ. High School) | Вища школа (англ. High School) |
| --- | ---------------------------------- | ---------------------------------- | ------------------------------ | ------------------------------ | ------------------------------ | ----------------------------------------- | ----------------------------------------- | ----------------------------------------- | ----------------------------------- | ----------------------------------- | ----------------------------------- | ------------------------------ | ------------------------------ | ------------------------------ |
| Вік | 3-5                                | 5-6                                | 6-7                            | 7-8                            | 8-9                            | 9-10                                      | 10-11                                     | 11-12                                     | 12-13                               | 13-14                               | 14-15                               | 15-16                          | 16-17                          | 17-18                          |
| Класи | PreKG                              | KG                                 | 1G                             | 2G                             | 3G                             | 4G                                        | 5G                                        | 6G                                        | 7G                                  | 8G                                  | 9G                                  | 10G                            | 11G                            | 12G                            |
| Позначення: «PreKG» — дошкільний та дитячий садочок (молодші групи); «KG» — дитячий садочок; «G» — класи школи |                                    |                                    |                                |                                |                                |                                           |                                           |                                           |                                     |                                     |                                     |                                |                                |                                |

## Освітні програми
Навчальні плани початкової та середньої школи, включаючи молодші класи та дитячий садочок, базуються на польських освітніх програмах, акредитованих Міністерством національної освіти Польщі, та на американських освітніх програмах, акредитованих «AdvancED». Навчальні плани вищої школи базуються на освітніх програмах міжнародного бакалаврату та узгоджені як із програмами польської, так і американської школи.
В результаті кожен учень школи має можливість здобувати як диплом міжнародного бакалаврату, так і дипломи польського чи американського зразка, включаючи можливість пройти стандартизований тест SAT, розроблений Радою коледжів США, необхідний для вступу до американських університетів та коледжів.
Дипломи про середню освіту, отримані у системі Міжнародного бакалаврату (англ. The IB diploma), надають можливість здобувати вищу освіту та приймаються і визнаються більше, ніж 2 337 університетами у 90 державах світу.

## Мовні програми
Основною мовою навчання є англійська мова. Школа висуває до усіх своїх учнів вимогу до володіння англійською на необхідному рівні. Якщо до школи зараховуються учні з інших шкіл, вони повинні скласти іспити з письма, читання та розуміння англійської. Учні польського походження вивчають англійську та польську. У 4–6 класах запроваджуються уроки німецької мови, а також уроки польської історії для тих учнів, які зацікавлені здавати польські національні іспити з метою отримання документів про освітні рівні польського зразка. У 7–12 класах учні мають можливість вивчати французьку чи німецьку мови. Учні, 11-12 класів, які навчаються за програмою міжнародного бакалаврату, усі предмети також вивчають англійською. Окрім англійської, у обсязі програми міжнародного бакалаврату забезпечена можливість вивчати іспанську, німецьку, французьку, китайську та українську. Українську мову і літературу мають змогу вивчати із можливістю складання іспитів за вимогами «IB Diploma Programme» на рівні «UKRAINI A LIT».

## Програми шкільних канікул
У дні шкільних канікул (літніх і зимових) I.A.S. пропонує своїм учням віком від 7 до 18 років поєднати відпочинок із навчанням у літніх чи у зимових кемпінгах:
- Lanterna Education (підготовка до ib-програми у Лондоні, Стокгольмі, Франкфурті, Мюнхені);[11]
- Bucksmore Education (літні мовні програми у коледжах і школах Великої Британії);[12]
- Alpadia languages school (літні мовні табори у Швейцарії, Франції, Німеччині та Англії);[13]
- Education Unlimited® (літні мовні програми в США та тури по університетах і коледжах США).[14]